# Parapsyllus lynnae
Parapsyllus lynnae är en loppart som beskrevs av Smit 1965. Parapsyllus lynnae ingår i släktet Parapsyllus och familjen Rhopalopsyllidae.

## Underarter
Arten delas in i följande underarter:
- P. l. lynnae
- P. l. alynnae
- P. l. mariae